# Lea Massari
Anna Maria Massetani, conocida como Lea Massari, (Roma, 30 de junio de 1933 - Roma, 23 de junio de 2025) fue una actriz y modelo italiana.

## Biografía
Su nombre real era Anna Maria Massetani, pero a los 22 años lo cambió por Lea Massari, tras el fallecimiento de su pareja, Leo. Estudió arquitectura en Suiza.
Comenzó a ser conocida por dos papeles, Anna, la chica desaparecida en La aventura (1960) del director Michelangelo Antonioni, y como Clara, la madre de un precoz chico de 14 años de nombre Laurent (Benoît Ferreux) en El soplo al corazón (1971) de Louis Malle.
Su carrera cinematográfica incluye El coloso de Rodas (1961), el debut como director de Sergio Leone, así como otras películas internacionales como Les choses de la vie (1970).
Fue miembro del jurado del Festival de Cannes en 1975.

## Filmografía
- La giornata balorda (1960)
- La aventura (1960)
- Una vida difícil (1961)
- El coloso de Rodas (1961)
- Le quattro giornate di Napoli (1962)
- L'Insoumis (1964)
- Llanto por un bandido (1964)
- Des Filles pour l'armée (1965)
- Volver a vivir (1966)
- Lo quiero muerto (1968)
- Les Choses de la vie (1970)
- Céleste (1970)
- El soplo al corazón (1971)
- La Course du lièvre à travers les champs (1972)
- La prima notte di quiete (1972)
- Allonsanfàn (1973)
- La Femme en bleu (1973)
- Le Fils (1973)
- Le Silencieux (1973)
- La Main à couper (1974)
- Peur sur la ville (1975)
- L'Ordinateur des pompes funèbres (1976)
- El perro (1977)
- Violette et François (1977)
- Repérages (1977)
- Sale rêveur (1978)
- Les Rendez-vous d'Anna (1978)
- Le Divorcement (1979)
- Cristo se paró en Éboli  (1979)
- La Flambeuse (1981)
- Sarah (1983)
- La 7ème cible (1984)
- Una Donna a Venezia (1986)